# Halectinosoma britannicum
Halectinosoma britannicum is een eenoogkreeftjessoort uit de familie van de Ectinosomatidae. De wetenschappelijke naam van de soort is voor het eerst geldig gepubliceerd in 2000 door Clément & Moore.